# Girov
Girov is een Roemeense gemeente in het district Neamț.
Girov telt 5140 inwoners.